# Гонтлоб
Гонтлоб (авар. Гьонлъоб) — село в Чародинском районе Дагестана. Входит в состав Суметинского сельсовета.

## География
Село находится на расстоянии 14 км к северо-западу от села Цуриб, административного центра района.

## Население
| 1869 | 1888 | 1895 | 1926 | 1939 | 1970 | 1989 |
| ---- | ---- | ---- | ---- | ---- | ---- | ---- |
| 37   | ↗64  | ↗66  | ↘59  | ↗66  | ↘61  | ↘35  |
| 2002 | 2010 | 2021 |      |      |      |      |
| ↗50  | ↘32  | ↗44  |      |      |      |      |